# فرهنگ در سوریه

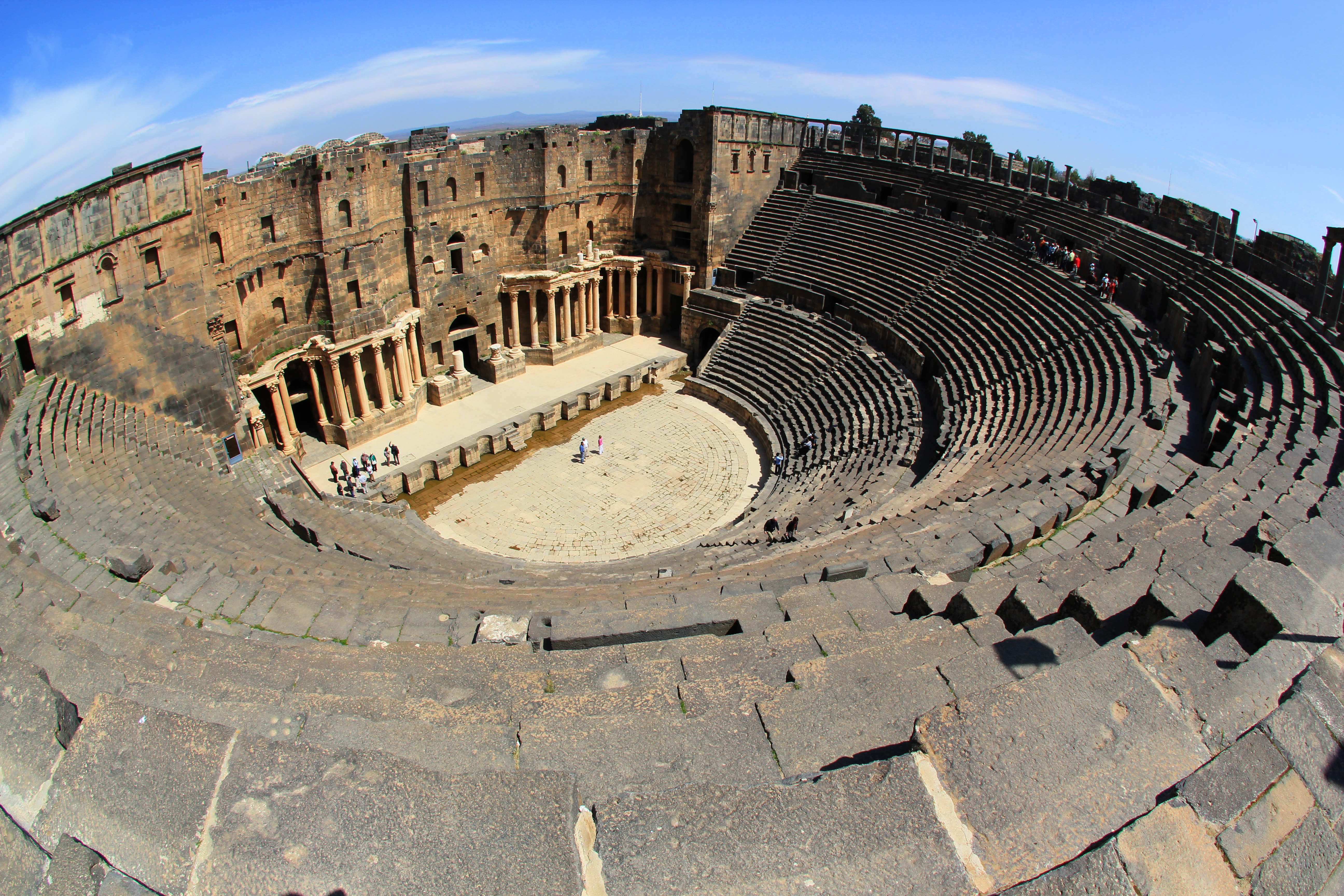
تئاتر رومی در بوسرا، یکی از بهترین آثار تاریخی سوریه است که از دوران روم ساخته شده‌است. تاریخ طولانی و غنی سوریه نقش مهمی در فرهنگ خود دارد.

سوریه یک جامعه سنتی است و دارای یک تاریخچه طولانی فرهنگی است. اهمیت زیادی به خانواده، دین، تحصیلات و تأدیب نفس و احترام گذاشته می‌شود. سلیقه سوریه برای هنرهای سنتی در رقص‌هایی مانند السامه، دبکه در همه تنوع و رقص شمشیر بیان شده‌است. مراسم ازدواج موارد مناسبی برای نمایش سرزنده آداب و رسوم مردمی است.
کاتبان شهر اوگاریت (راس شامرای جدید) در قرن ۱۴ام قبل از میلاد الفبای خط میخی را ایجاد کردند. الفبای به ترتیب آشنایی که امروزه مانند زبان انگلیسی استفاده می‌کنیم، با وجود کاراکترهای مختلف، نوشته شده‌است.
باستان شناسان نوشتارها و شواهد و مدارکی گسترده از فرهنگی را که با عراق و مصر در داخل شهر باستانی ابلا (با نام جدید ماردیخ)، کشف کرده‌اند. بعدها دانشمندان و هنرمندان سوری در اندیشه و فرهنگ هلنی و رومی مشارکت کردند. سیسرون شاگرد آنتیوکوس آسکلون در آتن بود؛ و نوشته‌های پوسیدونیوس از افامیا تحت تأثیر لیوی و پلوتارک بوده‌است.

## ادبیات

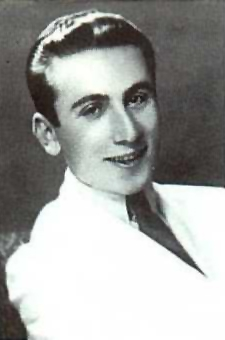
سبک نزار قببانی به بررسی موضوعات عشق، مذهب و ناسیونالیسم عرب پرداخت.

سوریه به کمک ادبیات عربی برای قرن‌ها، و نویسندگان سوریه نقش بسیار مهمی در بازی النهضه یا احیای ادبی و فرهنگی اعراب در قرن ۱۹ داشته‌است. نویسندگان برجسته معاصر سوریه، از جمله، آدونیس، محمد مگوت، حیدر حیدر، غادا السمان، نزار قببانی و زکریا تامر را شامل می‌شوند.

### شعر
سوریه همواره یکی از مراکز نوآوری شعر عربی بوده و دارای یک افتخار شعر شفاهی و نوشتاری است. این کشور بیشتر از همه در ژانرهای کلاسیک و سنتی عربی با تأثیرپذیری از تأثیرات عاشقانه فرانسوی که در زمان تحت سلطه فرانسه به این کشور آورده شده، به شعر عربی کمک کرده‌است.

## موسیقی
پایتخت سوریه، دمشق، از دیرباز یکی از مراکز نوآوری فرهنگی و هنری جهان عرب به ویژه در زمینه موسیقی کلاسیک عرب بوده‌است. سوریه همچنین چندین ستاره پان عربی مانند اسمهان، فرید الاطرش و خواننده لنا چمامیان تولید کرده‌است. شهرستان حلب برای تواشیح آن و همچنین به عنوان ستاره‌های محبوب مثل صباح فخری شناخته شده‌است.
موسیقی محلی سوریه است در بیشتر قسمت ان بر اساس عود و نی و طبل، و آواز همراه است. در مناطق عشایری، موسیقی بادیه نشین مبتنی بر میزمار و رباب محبوبیت دارد.
موسیقی مدرن سوریه به ویژه با موسیقی عامیانه تضاد دارد. از ارکستری متشکل از سازهای اروپایی با یک خواننده اصلی و یک گروه کر پشتیبان استفاده می‌کند. سوریه یکی از اولین مراکز سرود مسیحی بود. یکی از محبوب‌ترین رقص‌های سوریه دبکه است. یشتر در عروسی‌ها و سایر مراسم‌های شاد انجام می‌شود. از دیگر رقص‌های عامیانه فولکلور می‌توان به "Arāḍa" (عربی: عراضة)، رقصی با شمشیر و همچنین رقص شرقی برای زنان اشاره کرد.

### خانه اپرای دمشق

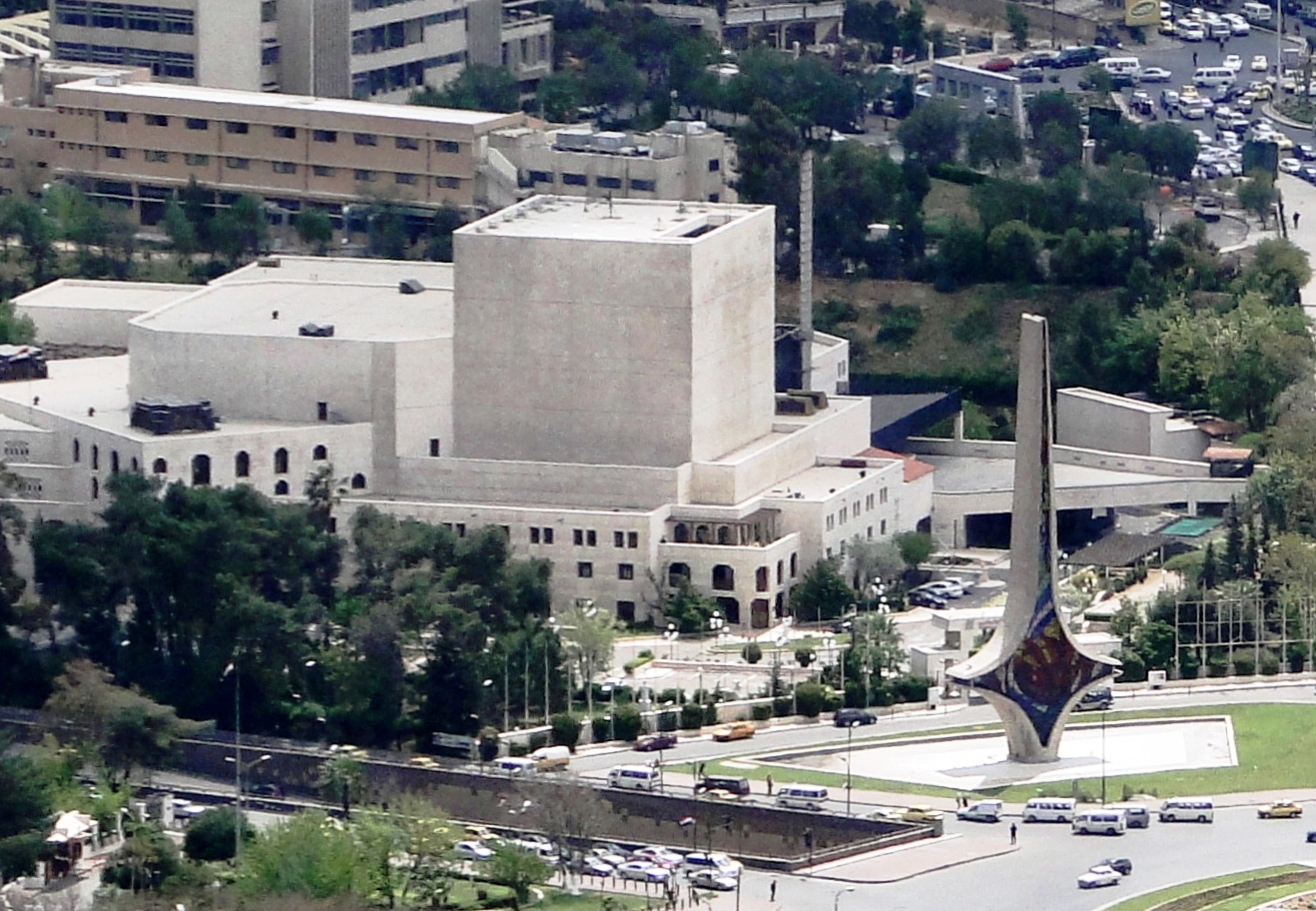
خانه اپرای دمشق

اپرای ملی سوریه است که در «میدان اُمویه» در مرکز شهر دمشق واقع شده‌است. مؤسسه عالی هنرهای زیبا، مرکز عالی موسیقی و باله ملی سوریه در ساختمان اپرای دمشق مستقر هستند.

## معماری
خانه‌های سنتی شهرهای قدیمی در دمشق، حلب و برخی دیگر از شهرهای سوریه حفظ شده‌است و به‌طور سنتی محوطه‌های زندگی در اطراف یک یا چند حیاط مرتب شده‌اند، به‌طور معمول با یک چشمه در وسط جهت تأمین آب و تزئین شده با درختان مرکبات، انگور انگور، و گل ساخته شده‌اند.

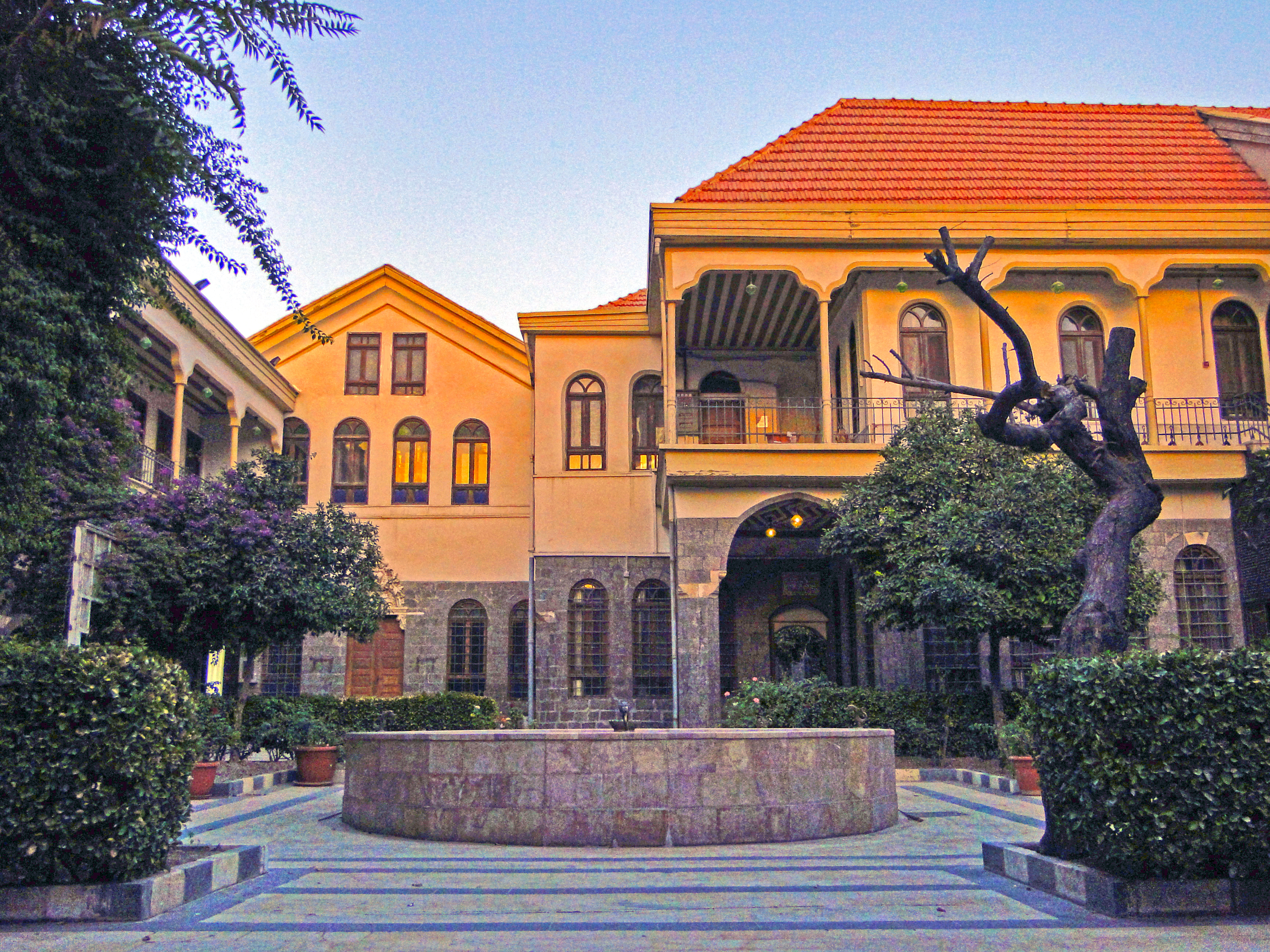
مکتاب الانبار در شهر باستانی دمشق

### ابلق
یک سبک معماری مربوط به متناوب یا نوسان ردیف‌های سنگی متشکل از سنگ‌های تیره و روشن است. سوابق تاریخی نشان می‌دهند که آغاز استفادهٔ این چنین از مصالح به جنوب سوریه بر می‌گردد.

## آشپزی

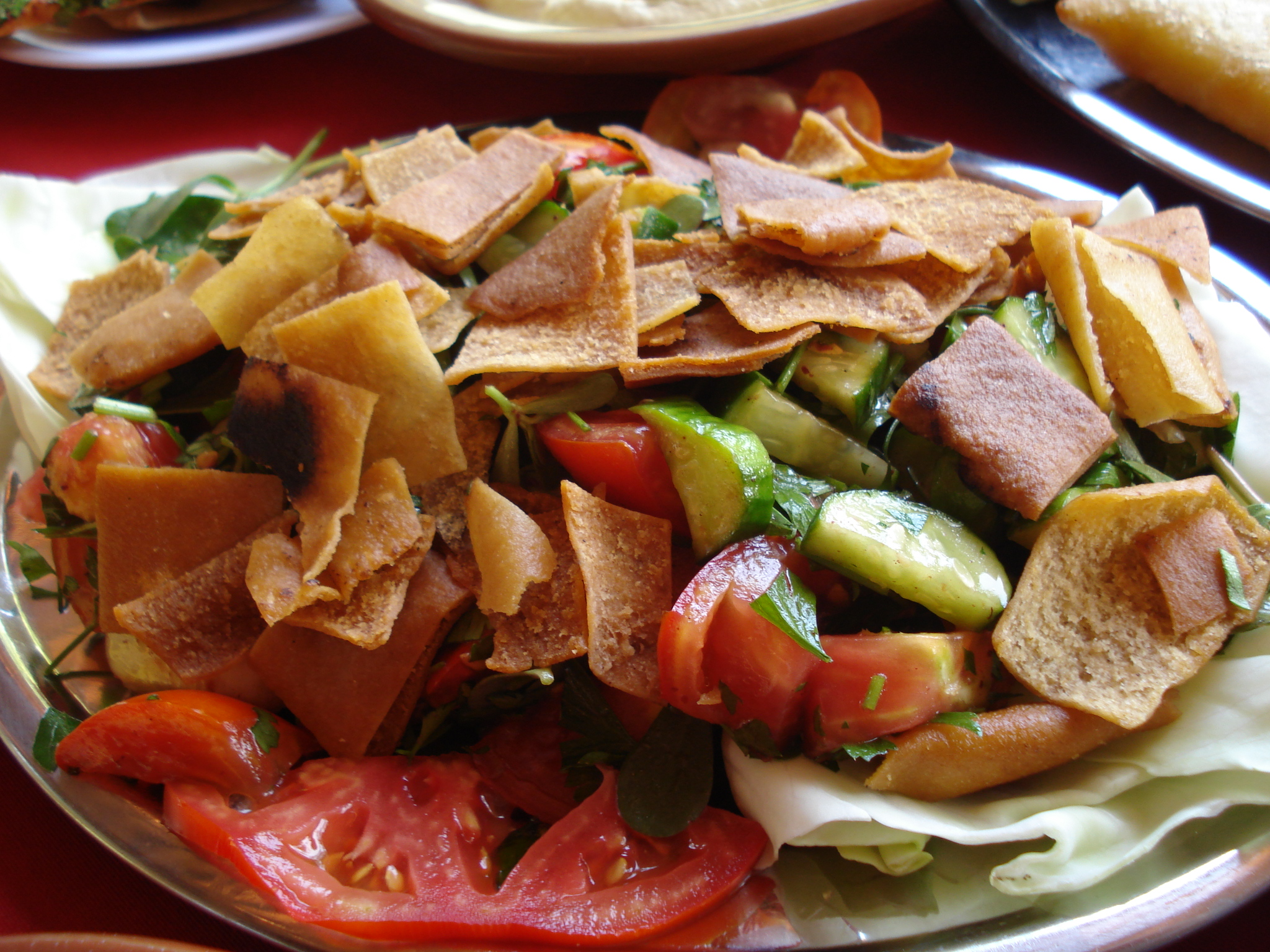
فتوش، نمونه ای از غذاهای سوری است

غذاهای سوری از نظر مواد تشکیل دهنده آن غنی و متنوع هستند و با مناطقی از سوریه که غذای خاصی از آن سرچشمه گرفته‌است ارتباط دارد. غذاهای سوریه بیشتر از غذاهای مدیترانه جنوبی، یونانی و جنوب غربی آسیا تشکیل شده‌است. برخی از غذاهای سوری نیز از پخت‌وپزهای ترکی و فرانسوی پدید آمده‌است. غذاهایی مانند و کباب، کدو سبز پر شده، دلمه (برگهای انگور پر شده).
غذاهای اصلی که آشپزی سوریه را تشکیل می‌دهند کبه، حمص، تبوله، فتوش، ماست چکیده، کباب پز ترکی، باسترما، سوجوک و باقلوا هستند. باقلوا از خمیر فیلو پر شده با آجیل خرد شده و در عسل خیس شده‌است.

### آشپزی آشوری
- Assyrian cuisine

### آشپزی کردی
شامل طیف گسترده‌ای از غذاهایی می‌شود که توسط مردمان کرد تهیه می‌شود.

## باورها
پیروان ادیان گوناگونی در سوریه زندگی می‌کنند. ۷۴٪ مردم سوریه سنی مذهب و ۱۳٪ شیعه، علوی و اسماعیلی هستند. مسیحیان نیز حدود ۱۰٪ جمعیت سوریه را تشکیل می‌دهند. ۳٪ باقی‌مانده از پیروان سایر ادیان مانند دروزیها و یزیدیان می‌باشد. البته تعداد بسیار اندکی یهودی نیز در سوریه زندگی می‌کنند.

## جشن‌ها

### خاب نیسان

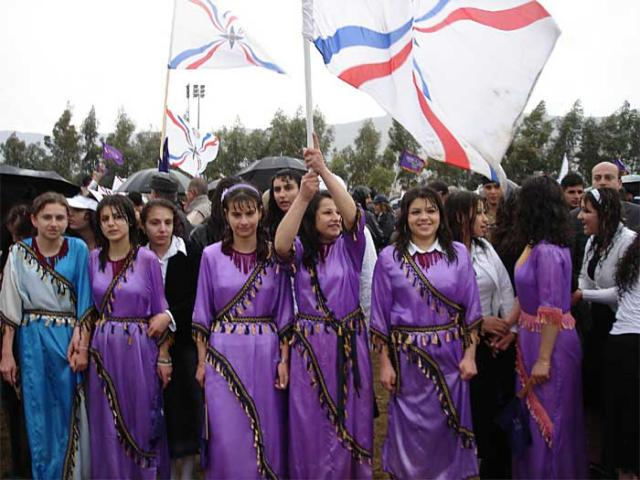
سال نو آشوری (دهوک ۲۰۰۷)

سال نو آشوری برابر با اول آوریل برگزار می‌گردد. در گذشته آغاز اعتدال بهاری، برابر با آغاز سال نو آشوری بود که با پذیرش گرگوری به اول آوریل تغییر یافت. این جشن را با نام باستانی آکیتو و نام نوین خاب‌نیسان (آغاز بهار) می‌شناسند. آغاز سال ۱۳۸۶ خورشیدی برابر است با آغاز سال ۶۷۶۹ آشوری. آشوریان که در گذشته‌های دور همسایه ایران بودند و سپس خود نیز در حوزه تمدنی ایران قرار گرفتند، همچون دیگر اقوام این حوزه تمدنی، سال نو را هم‌زمان با نوروز ایرانی آغاز می‌کردند اما از زمانی که آشوریان همچون دیگر اقوام مسیحی تقویم میلادی را برگزیدند، این روز به اول آوریل انتقال یافت.

### جشنواره فیلم دمشق
یکی از جشنواره‌های فیلم آسیا است که در دمشق پایتخت سوریه برگزار می‌شود. این جشنواره که به میزبانی دولت سوریه برگزار می‌شود در سال ۱۹۷۹ توسط محمد شاهین کارگردان سوری بنیان گذاشته شد. جشنواره دمشق به همراه جشنواره‌های قاهره، مراکش، کارتاژ و دبی یکی از پنج جشنواره سینمایی مهم جهان عرب شناخته می‌شود.